# Paul Sado
Paul Sado (* 17. Februar 1978 in New York City, New York) ist ein US-amerikanischer Drehbuchautor, Regisseur und Schauspieler.

## Leben
Paul Sado wurde im New Yorker Stadtteil Brooklyn geboren und wuchs im Stadtteil Queens auf. Anfangs trat er als Schauspieler in der Serie Law & Order und dem Film Paper Soldiers auf.

## Filmografie (Auswahl)
- 1998: Adverse Possession
- 2002: Paper Soldiers
- 2004: Something for Henry
- 2004: Personal Sergeant
- 2004: The Undeserved (2004)
- 2005: Voodoo Doll
- 2005: Notes
- 2006–2008: Law & Order (Fernsehserie, zwei Folgen)
- 2007: Descent
- 2007: The Picture of Dorian Gray
- 2007: Ein Sommer in New York – The Visitor
- 2008: Uncertainty – Kopf oder Zahl
- 2009: Greased
- 2009: Nothing Personal (Kurzfilm)
- 2011: Win Win
- 2011: The Farewell
- 2014: Cobbler – Der Schuhmagier (The Cobbler)
- 2015: Man Down
- 2015: Ridiculous 6
- 2016: The Do-Over
- 2017: Sandy Wexler
- 2017: The Clapper
- 2018: A Talent for Trouble
- 2023: Leo

## Videospiele
- 2005: The Warriors (Computerspiel)
- 2008: Grand Theft Auto IV